# Aleyrodes lactea
Aleyrodes lactea es un hemíptero de la familia Aleyrodidae, con una subfamilia: Aleyrodinae.
Fue descrita científicamente por primera vez por Zehntner en 1897.